# Diascia pentheri
Diascia pentheri är en flenörtsväxtart som beskrevs av Rudolf Schlechter. Diascia pentheri ingår i släktet tvillingsporrar, och familjen flenörtsväxter. Inga underarter finns listade i Catalogue of Life.